# Filipe Matzembacher
Filipe Matzembacher (Porto Alegre, 20 de juny de 1988) és un director i guionista de cinema brasiler. El director ha dirigit i escrit diversos curtmetratges, la minisèrie O Ninho (2017) i els llargmetratges Beira-Mar (2015) i Tinta Bruta (2018), aquesta última guanyadora del Premi Teddy a la Millor Pel·lícula i del Premi C.I.C.A.E. - Millor Pel·lícula al Festival de Cinema de Berlín.

## Filmografia

### Com a director
| Any  | Títol                                  | Notes           |
| ---- | -------------------------------------- | --------------- |
| 2010 | Quando a Casa Cresce e Cria Limo       | Curtmetratge    |
| 2011 | Nico                                   | Curtmetratge    |
| 2012 | Other Than                             | Documental      |
| 2012 | Um Diálogo de Ballet                   | Documental curt |
| 2013 | Cinco Maneiras de Fechar os Olhos      |                 |
| 2013 | Quarto Vazio                           | Curtmetratge    |
| 2014 | Por mais que eu te leve pelos caminhos | Curtmetratge    |
| 2015 | Beira-Mar                              |                 |
| 2016 | O Ninho                                |                 |
| 2016 | The Last Day Before Zanzibar           |                 |
| 2018 | Tinta Bruta                            |                 |
| 2025 | Ato noturno                            |                 |

### Com a actor
| Any  | Títol                | Paper  | Notes        |
| ---- | -------------------- | ------ | ------------ |
| 2009 | Por Uma Noite Apenas | Thiago | Curtmetratge |